# ایست وناتچی (واشینگتن)
ایست وناتچی (به انگلیسی: East Wenatchee) شهری در شهرستان داگلاس، ایالت واشنگتن  است که در سرشماری سال ۲۰۱۰ میلادی، ۱۳۱۹۰ نفر جمعیت داشته است.